# سناجان
سناجان، روستایی است از توابع بخش گندمان شهرستان بروجن در استان چهارمحال و بختیاری ایران.

## جمعیت
این روستا در دهستان گندمان قرار داشته و براساس آخرین سرشماری مرکز آمار ایران که در سال ۱۳۸۵ صورت گرفته، جمعیت آن ۱۷۸ نفر (۵۲خانوار) بوده‌است.